# Châteauvilain
Châteauvilain ist eine französische Gemeinde mit 744 Einwohnern (Stand: 1. Januar 2022) im Département Isère in der Region Auvergne-Rhône-Alpes. Sie gehört zum Arrondissement La Tour-du-Pin und zum Kanton Bourgoin-Jallieu. Die Einwohner werden Castelvillanois genannt.

## Geografie
Die Gemeinde Châteauvilain liegt etwa 47 Kilometer südöstlich von Lyon. An der nordwestlichen Gemeindegrenze verläuft auf einem kurzen Stück das Flüsschen Agny. Umgeben wird Châteauvilain von den Nachbargemeinden Succieu im Norden und Nordosten, Biol im Osten und Süden, Eclose-Badinières im Süden und Westen sowie Les Éparres im Nordwesten.

## Bevölkerungsentwicklung
| Jahr                       | 1962 | 1968 | 1975 | 1982 | 1990 | 1999 | 2011 | 2021 |
| Einwohner                  | 354  | 365  | 355  | 429  | 438  | 483  | 645  | 747  |
| Quellen: Cassini und INSEE |      |      |      |      |      |      |      |      |

## Sehenswürdigkeiten

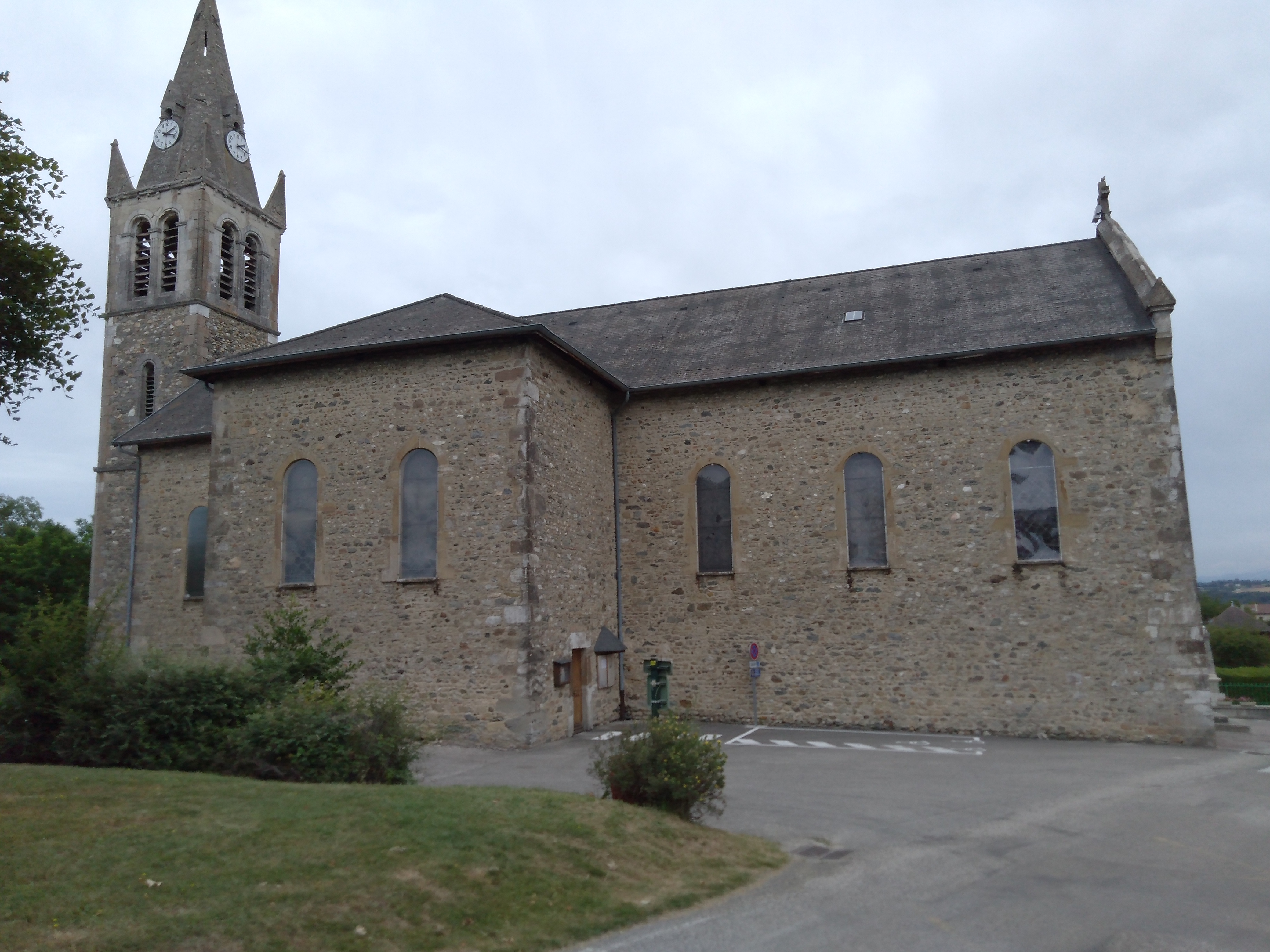
Kirche Saint-Martin
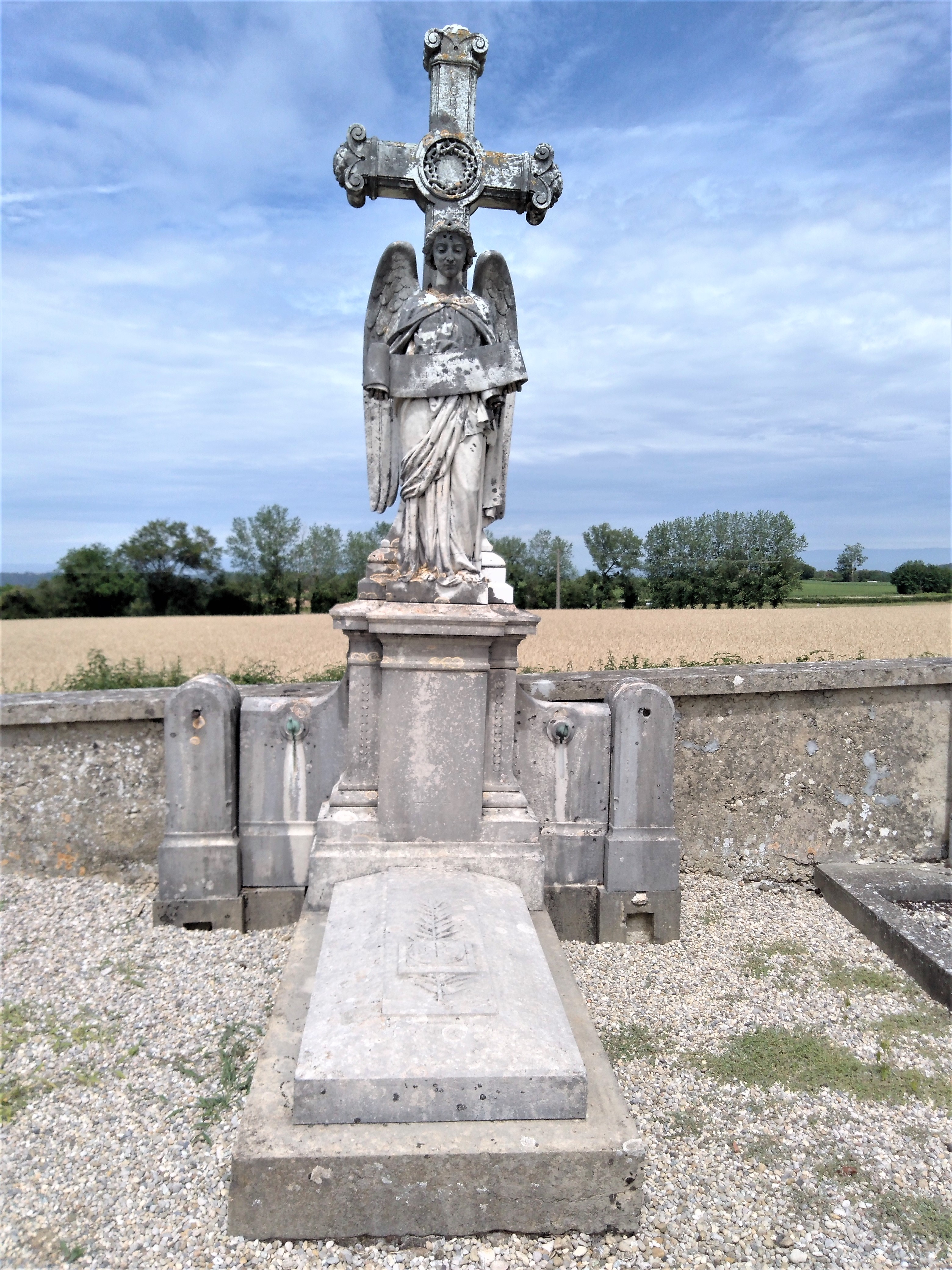
Kenotaph
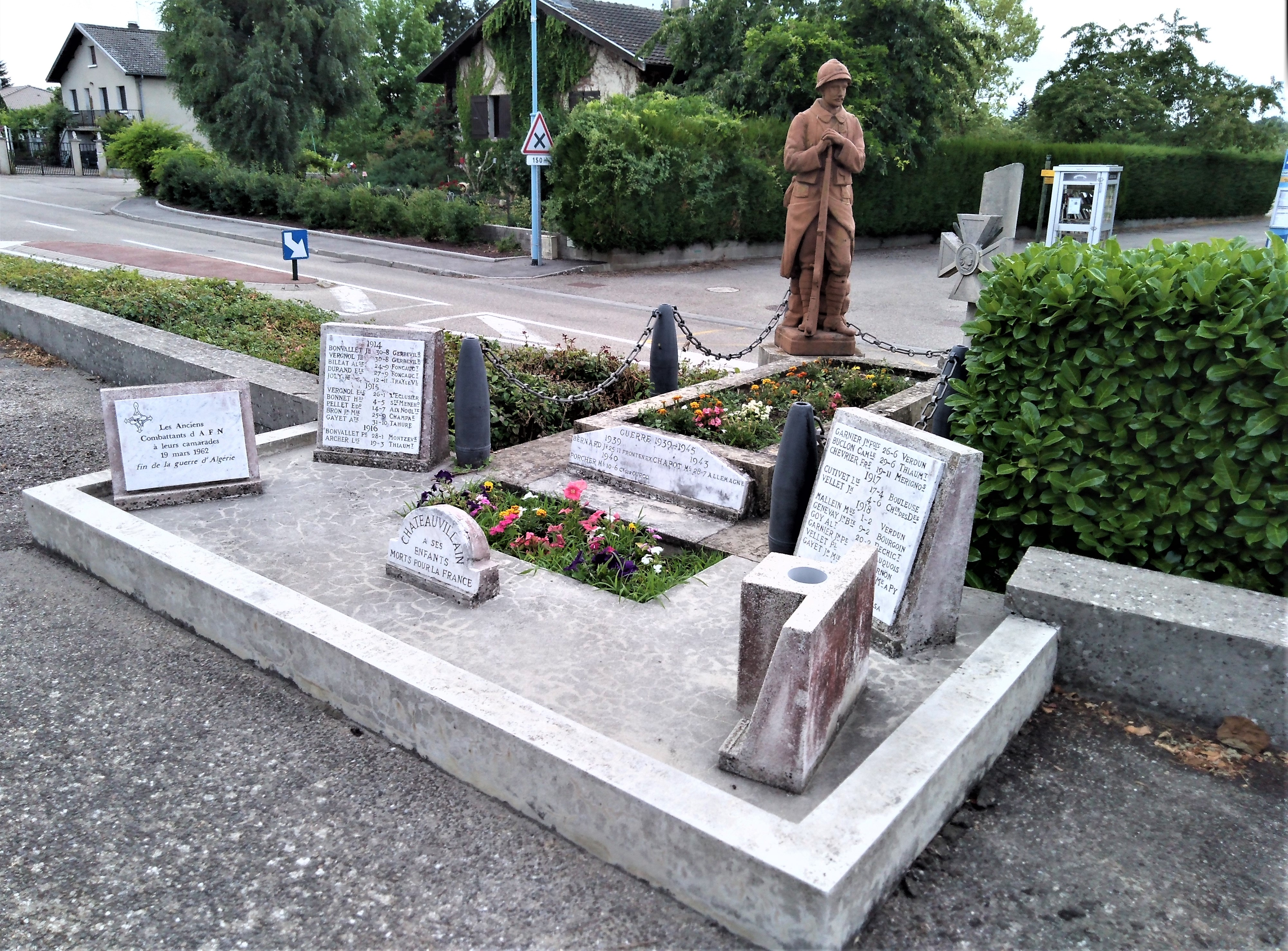
Gefallenendenkmal

- zwei Lavoirs (Waschhäuser)

- Kirche Saint-Martin
- Kenotaph
- Gefallenendenkmal

## Persönlichkeiten
- Jean de Watteville (1574–1649), Bischof von Lausanne in Freiburg